# Greg Gibson

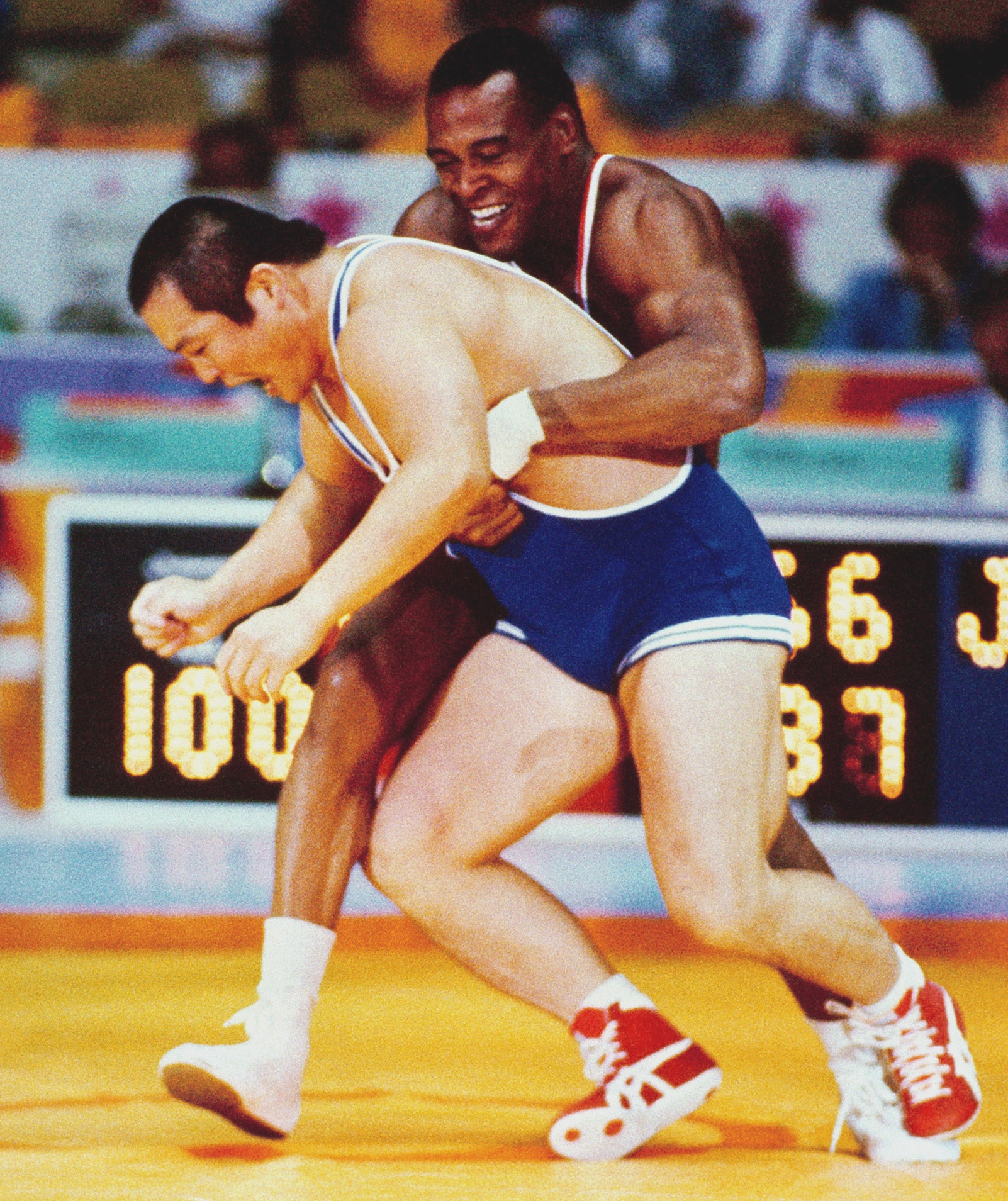
Greg Gibson 1984 in Los Angeles im roten Trikot gegen den Japaner Yoshihiro Fujita

Gregory „Greg“ P. Gibson (* 20. November 1953 in Stafford, Stafford County) ist ein ehemaliger US-amerikanischer Ringer.

## Werdegang
Greg Gibson besuchte die Shasta High School und ab 1972 die University of Oregon. Er war in beiden Institutionen ein hervorragender Ringer und American-Football-Spieler. In den Jahren 1974/75 spielte er sogar zwei Saisons als professioneller Fußballspieler. Letztlich entschied er sich aber doch für das Ringen, als er 1977 in das US-Marine-Corps eintrat. Er startete in beiden Stilarten, griech.-römisch und Freistil. Er wurde mehrfacher USA-Meister und ab 1980 vom amerikanischen Ringerverband in beiden Stilarten bei vielen internationalen Meisterschaften eingesetzt. Sein größter Erfolg war der Gewinn der Silbermedaille bei den Olympischen Spielen 1984 in Los Angeles. Daneben gewann er bei Weltmeisterschaften drei weitere Medaillen. Ein Titelgewinn bei Weltmeisterschaften gelang ihm aber nicht.
Nach Beendigung seiner Laufbahn als aktiver Ringer erhielt er eine Stelle als Trainer im Marine-Corps und ist als Master-Sgt. im Marine Corps Base Quantico stationiert. Für seine Verdienste um den Ringersport wurde er 2007 in die National Wrestling Hall of Fame aufgenommen.

## Internationale Erfolge
(OS = Olympische Spiele, WM = Weltmeisterschaft, F = Freistil, GR = griech.-röm. Stil, S = Schwergewicht, damals bis 100 kg Körpergewicht)
- 1980, 1. Platz, World-Cup in Trelleborg, GR, S, vor Nikolai Inkow, Sowjetunion, Frank Andersson, Schweden und Yukio Yoshida, Japan;
- 1981, 2. Platz, World-Cup in Toledo/Vereinigte Staaten, F, S, hinter Ilja Fjodorowitsch Mate, Sowjetunion und vor Dashdorjinn Tserentogtokh, Mongolei und Abdallah R'Houma, Africa;
- 1981, 4. Platz, WM in Oslo, GR, S, mit Siegen über René Vidal, Frankreich und Josef Tertelj, Jugoslawien und Niederlagen gegen Michail Saladse, UdSSR und Roman Wrocławski, Polen;
- 1981, 2. Platz, WM in Skopje, F, S, mit Siegen über Keith Peache, Vereinigtes Königreich, Petar Christow, Bulgarien, István Robotka, Ungarn und Ilya Mate und einer Niederlage gegen Roland Gehrke, DDR;
- 1982, 2. Platz, World-Cup in Toledo/Vereinigte Staaten, F, S, hinter Magomed Magomedow, Sowjetunion und vor Robert Deschatelets, Kanada und Kim Gi-Jung, Korea;
- 1982, 3. Platz, WM in Edmonton, F, S, hinter Ilja Mate und Slawtscho Tscherwenkow, Bulgarien und vor Gehrke, Julius Strnisko, ČSSR und Ayhan Taskin, Türkei;
- 1982, 3. Platz, World-Cup in Budapest, GR, S, hinter Tamás Gáspár, Ungarn und Sergej Golubovich, Sowjetunion und vor Vasile Andrei, Rumänien und Khamis Sannah, Ägypten;
- 1983, 1. Platz, Pan American Games in Caracas, F, S, vor Deschatelets und Luis Miranda Leon, Kuba;
- 1983, 1. Platz, Welt-Militär-WM in Villeurbanne/Frankreich, GR, S, vor Khamis Sannah und Panagiotis Pikilidis, Griechenland;
- 1983, 1. Platz, Welt-Militär-WM in Villeurbanne, F, S, vor Sadghiani, Iran und Kamis Sannah;
- 1983, 2. Platz, WM in Kiew, F, S, hinter Aslan Chadarzew, Sowjetunion und vor Jantschew, Bulgarien, Robotka, Luis Miranda Leon und Strnisko;
- 1984, 2. Platz, World-Cup in Toledo/Vereinigte Staaten, F, S, hinter Aslan Chadarzew und vor Luis Miranda Leon;
- 1984, Silbermedaille, OS in Los Angeles, GR, S, mit Siegen über Yoshihiro Fujita, Japan, Fritz Gersmeier, BRD und Tertelj und einer Niederlage gegen Vasile Andrei;
- 1985, 2. Platz, World-Super-Championship in Tokio, GR, S, hinter Norbert Növényi, Ungarn und vor Masahiko Fukuda, Japan;
- 1985, 1. Platz, World-Cup in Lund/Schweden, GR, S, vor Wjatscheslaw Klimenko, Sowjetunion und Wilfredo Pelango Garcia, Kuba

## USA-Meisterschaften
Greg Gibson wurde USA-Meister im freien Stil 1977, 1983 und 1985 und im griech.-römischen Stil 1982 und 1985, jeweils in der Schwergewichtsklasse.